# 191 Peachtree Tower
191 Peachtree Tower es un rascacielos de 235 metros de altura y 50 plantas situado en Atlanta, Georgia, Estados Unidos. Diseñada por Johnson/Burgee Architects y Kendall/Heaton Associates Inc, el edificio fue completado en 1990 y es el cuarto más alto de la ciudad, ganando los Premios BOMA Edificio del Año el año siguiente, y repitiendo en 1998 y 2003. Durante la década de 1990, 191 Peachtree fue considerada la localización comercial de mayor categoría de Atlanta. Sin embargo, cuando sus dos mayores inquilinos, el despacho de abogados King & Spalding y Wachovia, se trasladaron  en 2006 a los nuevos 1180 Peachtree y Atlantic Station de Midtown, respectivamente, la mayor parte del edificio quedó vacante. Ese mismo año, Cousins Properties adquirió la torre a Equity Office Properties, lo que marcó el regreso de 191 Peachtree para la compañía, ya que ayudó a promover originalmente el edificio. Cousins trasladó su sede al edificio, firmando un número de pequeños inquilinos a espacio subdividido y en enero de 2008, firmó un acuerdo con Deloitte para extender y expandir el área alquilada de la consultoría de 9000 m² a 24 000 m², devolviendo al edificio a su tasa de ocupación del 87%.

## Diseño

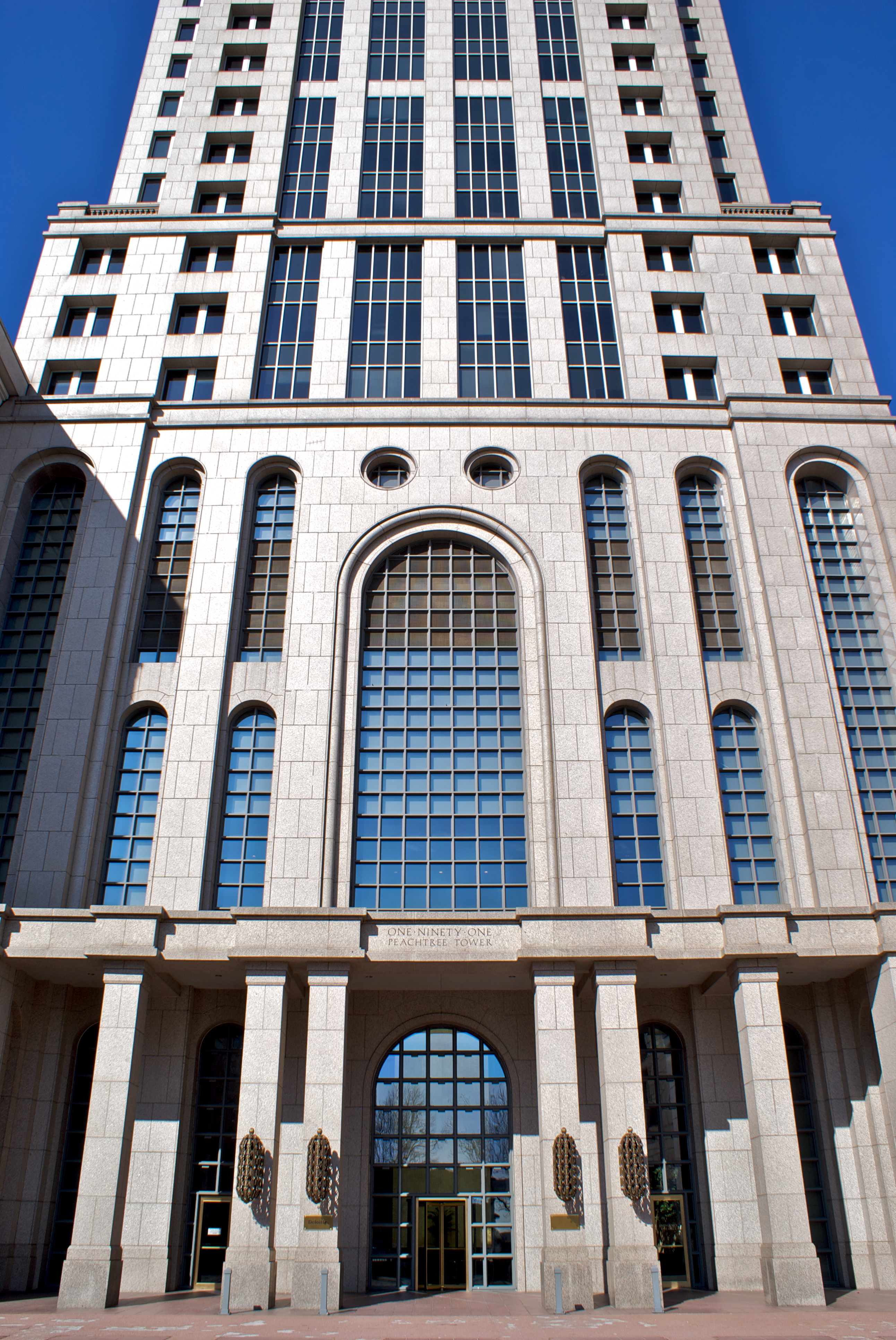
191 Peachtree Tower en Atlanta.

El edificio fue propuesto originalmente en julio de 1987 con 48 plantas. La fachada del edificio está hecha de granito Rosa Dante de acabado resplandeciente, y las ventanas, de cristal tintado gris. Cada "torre" posee una corona en el techo que se ilumina por la noche. La doble corona iluminada figuraba prominentemente en las imágenes nocturnas tomadas desde heicóptero durante las Olimpíadas de 1996 La entrada principal del edificio está dentro de un atrio de 31 metros y 7 plantas de altura situado al lado de Peachtree Street en Downtown Atlanta.

## Galería

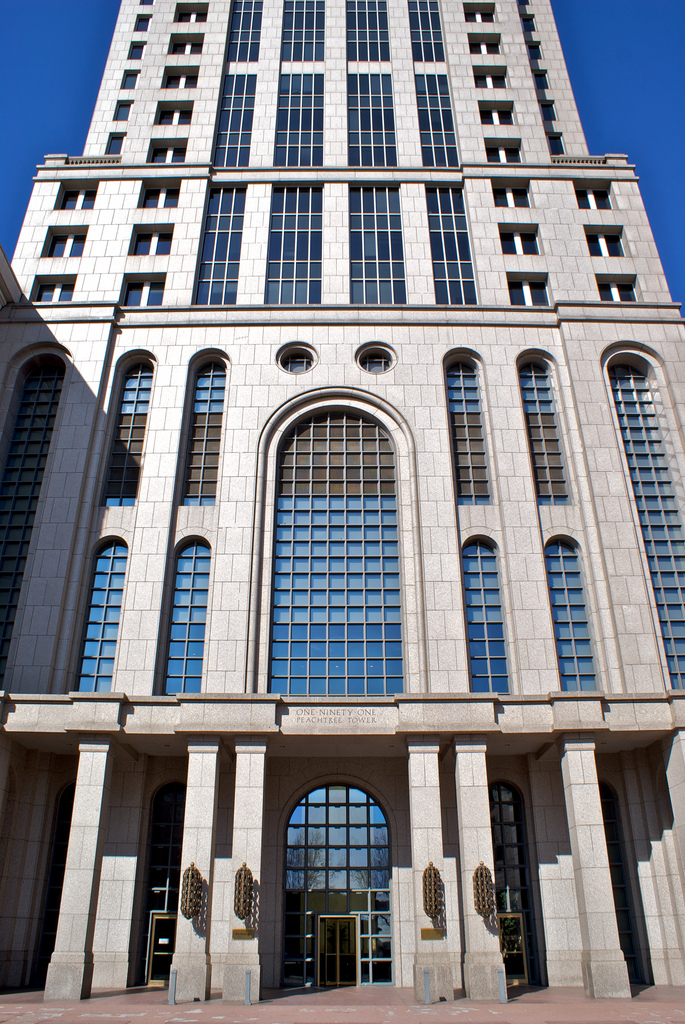
Entrada principal
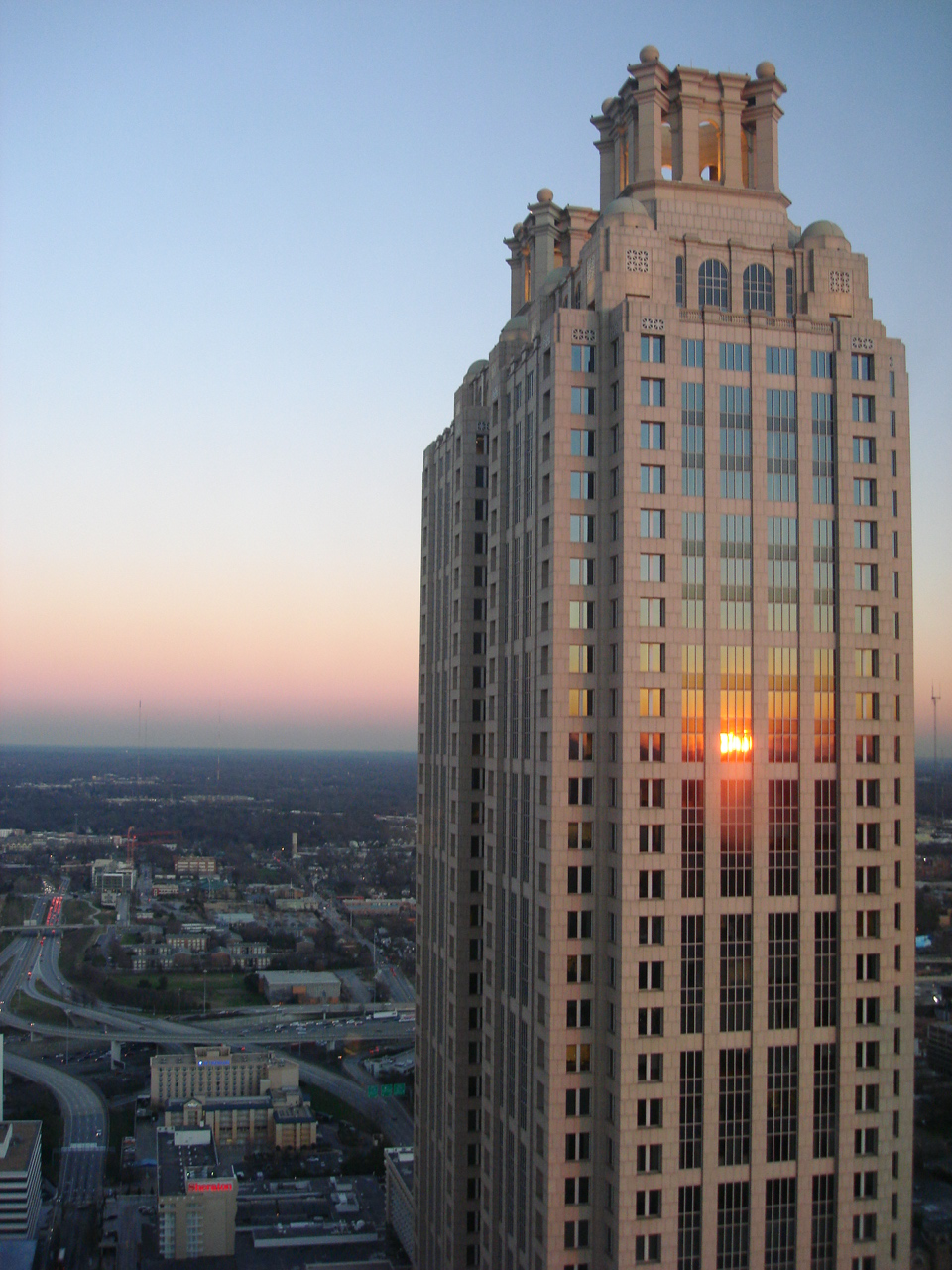
191 Peachtree Tower